# Deutsche Stiftung Musikleben
Die Deutsche Stiftung Musikleben ist eine Stiftung, deren Zweck die Förderung des musikalischen Spitzennachwuchses in Deutschland ist.
Die Stiftung mit Sitz in Hamburg wurde 1962 von Hans Sikorski und Wolfgang Essen gegründet. Schirmherr der Stiftung ist der Bundespräsident. Von 1971 bis 1984 stand Eduard Söring an der Spitze der Stiftung. Von 1992 bis 2022 wurde die Stiftung von Irene Schulte-Hillen geleitet. Gremien der Stiftung sind das Präsidium und das Kuratorium. Seit 2022 ist Bettina Bermbach Geschäftsführerin die Stiftung.
Die Stiftung setzt bei der Förderung junger hochbegabter Musiker drei Schwerpunkte:
- Die Stiftung vergibt herausragende Instrumente des Deutschen Musikinstrumentenfonds als Leihgabe an junge Künstler.[4]
- In einer eigenen Konzertreihe verschafft die Stiftung jungen Musikern Auftrittsmöglichkeiten.
- Mit Sonderpreisen, Stipendien und Patenschaften werden junge Künstler individuell gefördert.

Der Deutsche Musikinstrumentenfonds enthält rund 250 wertvolle historische und moderne Streichinstrumente. Jedes Jahr werden Instrumente aus dem Fonds in einem Wettbewerb in Hamburg an hochbegabte Musiker als Leihgabe vergeben. Über die Vergabe entscheidet eine ehrenamtliche Jury. Die Stiftung unterstützt weiterhin Aktivitäten des Deutschen Musikrats, darunter den Bundeswettbewerb 'Jugend musiziert' und den Deutschen Musikwettbewerb, mit Sonderpreisen. Die Stiftung finanziert sich ausschließlich von Spenden und Zuwendungen.
Unter den ehemaligen Stipendiaten der Stiftung sind Künstlerpersönlichkeiten wie Igor Levit, Julia Fischer, Isabelle Faust, Alice Sara Ott, Nicolas Altstaedt, Julian Steckel, Baiba Skride und Viviane Hagner.